# Markt Neuhodis
Markt Neuhodis är en ort och kommun i Österrike. Den ligger i distriktet Oberwart i förbundslandet Burgenland, i den östra delen av landet, 100 km söder om huvudstaden Wien. 
Kommunen består av två orter (Ortschaften) (inom parentes invånarantal 1 januari 2024):
- Althodis (143)
- Markt Neuhodis (527)